# Старинная еловая аллея (Чернигов)
«Старинная еловая аллея» или «Шевченковская еловая аллея» — ботанический памятник природы местного значения, расположенный на территории Деснянского района Черниговского горсовета (Черниговская область, Украина). Площадь — 0,05 га.

## История
Статус памятника природы присвоен решением Черниговского облисполкома от 27.04.1964 года № 236 с целью сохранения, охраны и использования в эстетических, воспитательных, природоохранных, научных и оздоровительных целях наиболее ценных природных комплексов. На территории памятника природы запрещена любая хозяйственная деятельность, в том числе ведущая к повреждению природных комплексов.

## Описание
Памятник природы внутри городской застройки на углу улиц Шевченко и Павлова, у частного дома по адресу улица Шевченко, 54 — памятник архитектуры — усадебный дом. Деревья не ограждены, есть охранный знак.
Абсолютная высота местности, где расположен памятник природы — 117-118 м над уровнем моря.

## Природа
Объект охраны — группа из 18 деревьев вида ель обыкновенная (Picea abies). Возраст деревьев свыше 75-85 лет. На местности 18 деревьев, хотя в нормативном документе было 24 дерева.